# Tellimagrandin II
Tellimagrandin II es el primero de los elagitaninos formados a partir de 1,2,3,4,6-pentagalloyl-glucosa. Se puede encontrar en Geum japonicum y Syzygium aromaticum (clavo).
Tellimagrandin II es un isómero de punicafolin o nupharin A, pero el grupo hexahydroxydiphenoyl no está unido a los mismos grupos hidroxilo en la molécula de glucosa.
El compuesto muestra propiedades anti-herpesvirus.

## Metabolismo
Se forma por la oxidación de la glucosa pentagalloyl en Tellima grandiflora por la enzima pentagalloylglucosa: O(2) oxidorreductasa, una lacasa, del tipo fenol oxidasa.
Se oxida a casuarictin, una molécula se forma a través de la oxidación de deshidrogenación de otros 2 grupos ácido gálico en especies de Casuarina y Stachyurus.